# Svjetski savez mladih
Svjetski savez mladih (engl. World Youth Alliance, pokrata: WYA), neprofitna je i nevladina međunarodna udruga osnovana 1999. pri Ujedinjenim narodima u New Yorku, a u svrhu okupljanja mladih diljem svijeta za djelatno sudjelovanje u stvaranju javnih politika temeljenih na ljudskom dostojanstvu, kao osnovi i izvoru svih ljudskih prava. Udruga djeluje na svim kontinentima i okuplja približno milijun članova od 10 do 30 godina starosti u šest velikih podružnica (Afrika, Azija-Pacifik, Europa, Latinska Amerika, Bliski istok i Sjeverna Afrika te Sjeverna Amerika).
Rad Saveza temelji se na Povelji Svjetskog saveza mladih (engl. The Charter), čije su glavne odredbe:
- "... Svjetski savez mladih predan je izgradnji slobodnog i pravednog društva kroz kulturu života. Ta kultura potvrđuje neotuđivo dostojanstvo osobe, brani intrinzično pravo na život, njeguje obitelj i potiče društvenu klimu povoljnu za integralni razvoj, solidarnost i međusobno poštovanje."
- "Prepoznajemo intrinzično dostojanstvo osobe kao temelj svakog ljudskog prava. Vjerujemo da je to dostojanstvo neovisno od bilo kojeg pojedinog stanja i da nema ljudske zajednice koja može dodijeliti ili poništiti to dostojanstvo."
- "Potvrđujemo da je temeljna jedinica ljudskog društva obitelj, gdje muškarci i žene uče živjeti u istinskoj slobodi i solidarnosti, te gdje su pojedinci opremljeni ispuniti svoje društvene obveze."
- "Vjerujemo da se autentični razvoj društva može dogoditi samo u kulturi koja pospješuje cjeloviti ljudski razvoj – okarakterizirana tjelesnim, duhovnim, mentalnim i emocionalnim rastom, u ozračju poštovanja za ljudsku osobu i obitelj."

Hrvatska podružnica, Svjetski savez mladih hrvatska (SSMH), djeluje od 2012., s podružnicama u Osijeku, Splitu i Zagrebu.
Uz središnji Tjedan Svjetskog saveza mladih i redovite edukacija (Mladi za dostojanstvo i ljudska prava), SSMH održava i okrugle stolove, radionice, konferencije i projekte.
Europska podružnica (WYA Europe) dobitnica je nagrade »Europski građanin« 2023. za rad s osobama s Downovim sindromom.

## Vanjske poveznice
|  | Wikizvor ima izvorni tekst Povelja Svjetskog saveza mladih |

- Službeni račun na Facebooku
- Službeni kanal na YouTubeu
- mimladi.hr Mrežni portal SSMH-a
- Svjetski savez mladih Hrvatska  Arhivirana inačica izvorne stranice od 11. kolovoza 2021. (Wayback Machine) na stranicama Europskog portala za mladež